# Soeli
Soeli was een inheems dorp in het ressort Coeroenie in het uiterste zuiden van het Surinaamse district Sipaliwini.
Soeli lag aan een inheems looppad vanaf de Sipaliwinirivier, tussen Pakomale en Anapi.